# 霍氏重牙鯛
霍氏重牙鯛為輻鰭魚綱鱸形目鱸亞目鯛科的其中一種，分布於西大西洋區，從乞沙比克灣至墨西哥灣東北部海域，棲息深度可達46公尺，體長可達28公分，棲息在近海沙底質海域，屬肉食性，主要以小型甲殼類為食。